# Roberto Cezar Lima Acunha
Roberto Cezar Lima Acunha (født 7. juli 1986) er en tidligere brasiliansk fodboldspiller.
Han har spillet for flere forskellige klubber i sin karriere, herunder Sagan Tosu.